# Carl von Kohlhaas
Carl von Kohlhaas (auch Karl) (* 28. März 1829 in Stuttgart; † 28. April 1907 ebenda) war ein württembergischer Jurist und Landtagsabgeordneter.

## Leben und Werk
Der Sohn des Kaufmanns und Sanitätsdirektors Ludwig Kohlhaas besuchte das Gymnasium in Stuttgart. Von 1847 bis 1850 studierte er Rechtswissenschaften in Tübingen. Seit 1847 gehörte er dort dem Corps Suevia an. 1854 begann es seine berufliche Laufbahn als Gerichtsaktuar in Göppingen. 1856 wurde er Ministerialsekretär im Justizministerium, 1861 Oberjustizassessor und 1865 Oberjustizrat. 1868 beförderte man ihn zum Obertribunalrat und vortragenden Rat. 1871, 1874 und von 1876 bis 1879 war er stellvertretender württembergischer Bevollmächtigter zum Bundesrat. 1877 wurde er zum Regierungskommissär für die parlamentarische Beratung der Gesetzentwürfe über die Einführung der Reichsjustizgesetzgebung in Württemberg ernannt, ab 1878 mit dem Titel Direktor. 1879 wurde er Senatspräsident am Oberlandesgericht Stuttgart, 1886 dessen Präsident. Von 1879 bis 1897 war er als Staatsrat außerordentliches Mitglied des Geheimen Rats.

## Politik
Am 17. Juni 1890 wurde Carl von Kohlhaas zum lebenslänglichen Mitglied des Württembergischen Landtags ernannt, 1891 trat er in den Landtag ein. Dieses Mandat übte er bis 24. April 1897 aus, dann legte er es aus gesundheitlichen Gründen nieder.

## Ehrungen
- 1872 erhielt er das Ritterkreuz Erster Klasse mit Krone des Ordens der Württembergischen Krone, welches mit dem persönlichen Adelstitel (Nobilitierung) verbunden war.
- 1874 Kommenturkreuz Zweiter Klasse des Friedrichs-Ordens.
- 1879 wurde Carl von Kohlhaas die Ehrendoktorwürde (Dr. jur. h. c.) der Universität Tübingen verliehen.
- 1883 Kommenturkreuz des Ordens der Württembergischen Krone.
- 1889 Kommenturkreuz mit Stern des Ordens der Württembergischen Krone[2].